# Brahim Triqui
Brahim Triqui (* 27. August 1968 in Nador, Marokko) ist ein deutscher Taekwon-Do-Sportler. Er ist seit 2009 Träger des 7. Dan und somit jüngstes Mitglied der ITF-D mit dieser Graduierung. Neben Harry Vones ist er seit 1998 Bundestrainer der deutschen Herren-Nationalmannschaft der ITF-Deutschland. Seit 2016 ist er außerdem Bundestrainer des Jugend- und Juniorenkaders der WAKO Deutschland.

## Trainertätigkeit
Seine Erfahrung gibt Brahim Triqui heute an seine Schüler im Taekwon-Do und Kickboxen weiter, die auch schon zahlreiche Titel vorweisen können. Mehrere Deutsche Meister, Europa- und Weltmeister hat er zum Erfolg geführt. Brahim Triqui engagiert sich sehr intensiv für sozial schwache Kinder und Jugendliche. Zurzeit (Stand 2006) arbeitet er mit mehreren Schulen regional zusammen.
Für sein Engagement für sozial schwache Kinder und Jugendliche sowie für die Nachwuchsarbeit und das Zusammenführen unterschiedlichster Menschen wurde Brahim Triqui mit dem Ehrenpreis des Landes Nordrhein-Westfalen geehrt.